# Peticiones del oyente
Peticiones del oyente es el segundo disco del grupo vocal español El Consorcio, grabado en 1995. 